# Heinrich Parler den äldre
Heinrich Parler den äldre var en tysk stenhuggare från Gmünd, verksam på 1300-talet.
Heinrich Parler den äldre tillhörde samma stenhuggarsläkt som Heinrich Parler den yngre, Peter Parler och Johann Parler, han använde en vinkelhake som sin stenhuggarsignatur, och var verksam vid flera av de främsta byggnadsverken i Sydtyskland, bland annat i Nürnberg, där han var verksam vid uppförandet av Sebalduskyrkan och Schöner Brunnen. Han var även verksam i Ulm och Freiburg.